# Like Herod
A Like Herod a Mogwai egy, a Mogwai Young Team albumon szereplő dala.
Zenéjét Stuart Braithwaite, Dominic Aitchison, Martin Bulloch és John Cummings szerezték az album felvételei során.
A dal a rajongók kedvence, az együttes is gyakran szokta előadni fellépésein; a szám jól bemutatja a halk és hangos dinamika váltakozását alkotásaikban. A BBC 1-es csatornájának Maida Vale-i stúdiójában 1999 márciusában, Steve Lamacq műsorában felvett 18 perces változat szerepel a Government Commissions: BBC Sessions 1996–2003 válogatásalbumon.
A Like Herod eredeti címe a posztrock együttes Slint után Slint volt. Stuart Braithwaite elmondta, hogy ez a dal a kedvence a Mogwai Young Team albumról.

## Leírás
A dal E-mollban játszódó instrumentális. A számot megnyitó basszus-szólam hasonlít a Manic Street Preachers Ifwhiteamericatoldthetruthforonedayit'sworldwouldfallapart alkotására. A negyedik másodpercben jelenik meg az ugyanezen dallamot játszó gitár, majd a 16. másodpercben a dobok és még egy gitár. 0:46 és 1:30 között egy másik melódia játszódik C-dúrban, majd a dal visszatér az eredeti játékhoz. A dobok fokozatosan halkulnak, majd 2:15-től csak a gitár és a basszusgitár marad; 2:57-nél pedig egy fülsiketítő zaj kíséretében minden hangszer visszatér, hangos dobok és torz, csikorgó hangú gitárok kíséretében. Ez 4:51-ig tart, majd 5:17-ig a dobok az eredeti dallamot játsszák; ekkor a dobok hirtelen elnémulnak, majd a gitárok adnak elő egy csendes szólamot. Ez az akadozó előadás 6:15-ig tart, ahol újabb hangözön hallható, mindez a háttérben gitárokkal. 8:08-nál a dobok megnyugszanak, a gitárok is visszafogottabbak, a háttérben pedig a basszus halk játéka hallható, amint torz gitárszólót ad elő. 10:11-től kilenc másodpercen át a cintányérok folyamatos, ütemes ritmusát, a torzított basszusgitárt és a háttérben szóló gitárzenét lehet hallani; a hangszín ekkor fokozatosan emelkedik, majd újabb kilenc másodperc után a hangszerek elhalkulnak. 11:05-ig még hallható a háttérben szóló basszusgitár, ahol újra előtérbe kerül és a fő szólamot játssza le, a háttérben pedig finom gitárszóló folytatódik. A dal végén egyszerre csendesedik el minden még szóló hangszer.

### Szereplések
- Actua Ice Hockey 2.

## Fogadtatás
A dal főként pozitív értékeléseket kapott. Az Allmusic e dalból töltött fel egy részletet albumkritikájához. A Ground and Sky kritikusa, Brandon Wu szerint „nyers erő van [a] darabban, de de a legjobb Mogwai-számokkal ellentétben hiányzik belőle mindenféle melódia és gyönyörűség”. Ian Mathers, a Stylus írója a dalt „jó-de-ismétlődő” jelzőkkel illette.

## Közreműködők

### Mogwai
- Stuart Braithwaite, John Cummings – gitár
- Dominic Aitchison – basszusgitár
- Martin Bulloch – dob

### Gyártás
- Paul Savage – producer, keverés

## Fordítás
Ez a szócikk részben vagy egészben  a   Like Herod című angol Wikipédia-szócikk ezen változatának fordításán alapul.  Az eredeti cikk szerkesztőit annak laptörténete sorolja fel. Ez a jelzés csupán a megfogalmazás eredetét és a szerzői jogokat jelzi, nem szolgál a cikkben szereplő információk forrásmegjelöléseként.